# Roxana Stan
Roxana Stan este o fostă gimnastă română de talie mondială, componentă a lotului de gimnastică feminină a României la Jocurile Olimpice din anul 2008, care s-au desfășurat în China între 8 august și 31 august 2008, dar nu a participat.